# Économie byzantine

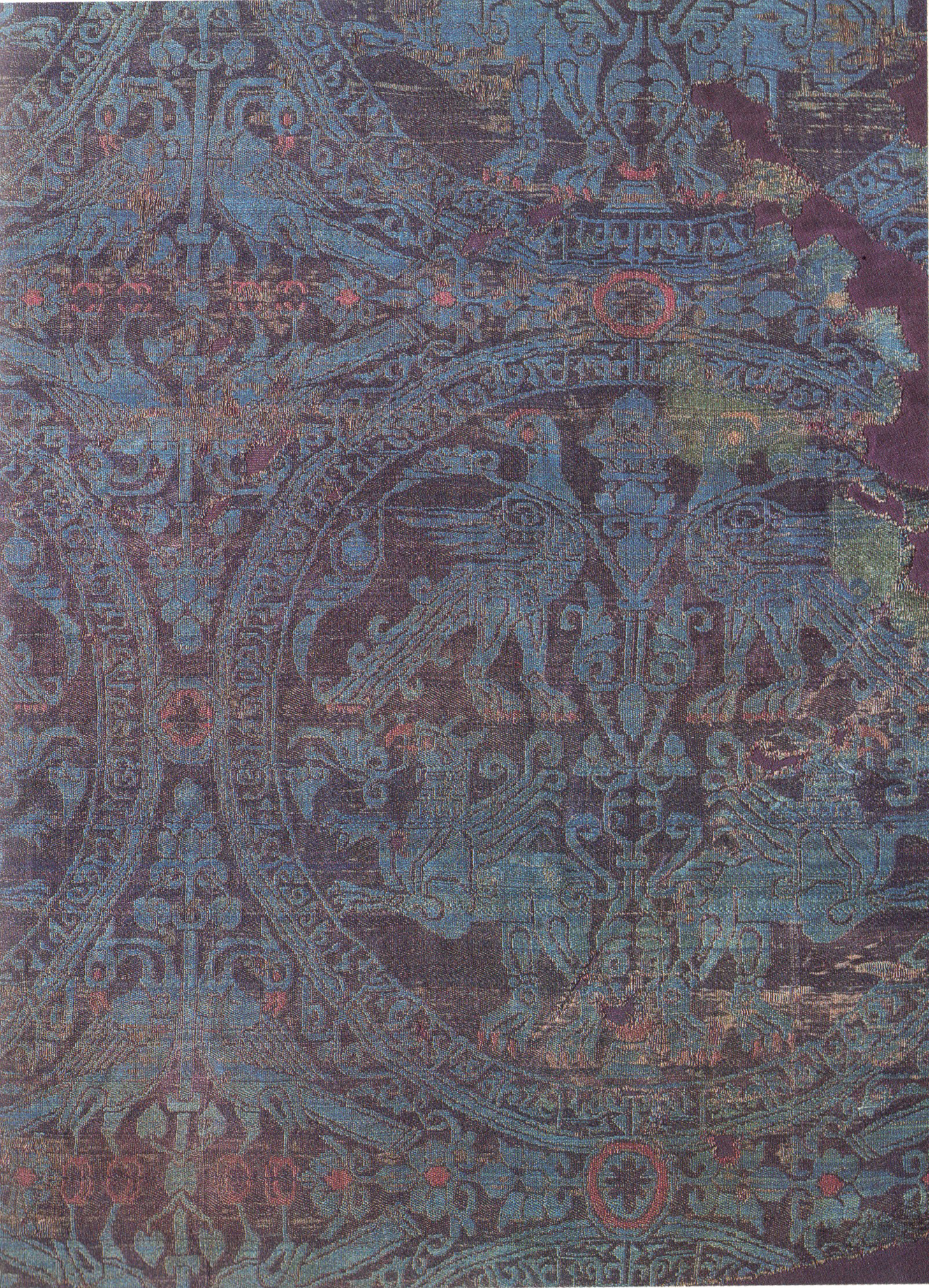
La soie constituait un des piliers de l’économie byzantine, servant non seulement à des fins vestimentaires ou de tapisserie, mais également d’article de prestige récompensant les hauts fonctionnaires du régime et honorant les princes étrangers.

L’économie byzantine prit rapidement son essor après la fondation de Constantinople en 330, laquelle devint rapidement la plaque tournante du commerce en Méditerranée au VIe siècle. L’Empire byzantin étendait alors ses ramifications en Eurasie et en Afrique du Nord. Cette croissance devait être freinée par l’extension des conquêtes arabes à partir du VIIe siècle lesquelles résultèrent en une période de déclin et de stagnation lorsque Byzance perdit ses territoires d’Asie. Les réformes de Constantin V (r. 741 - 775) devaient marquer le début d’un renouveau qui se maintiendra jusqu’à la conquête par les Latins de la quatrième croisade en 1204. Pendant cette période qui constitua l’âge d’or de son économie l’empire byzantin projeta une image de luxe qui faisait l’envie des voyageurs étrangers en visite ou en mission dans la capitale. Après l’éphémère Empire latin (1204-1261) et la restauration de l’empire par Michel VIII Paléologue (empereur byzantin 1261 à 1282) on assista à une tentative de restauration de l’économie qui ne put se matérialiser, Byzance ne contrôlant plus les forces économiques à l’œuvre tant à l’intérieur qu’à l’extérieur de l’empire.
Le commerce était la principale force économique de l’empire. L’État contrôlait entièrement le commerce domestique et international et conservait le monopole de l’émission de la monnaie. Constantinople demeura le plus important centre commercial de l’Europe pendant une bonne partie du Moyen Âge jusqu’à ce que les républiques italiennes, au premier chef Venise, viennent éroder ce monopole en se faisant exonérer des taxes prélevées par l’empire sous les Comnènes d’abord, sous l’Empire latin ensuite. 

## Peuplement et démographie

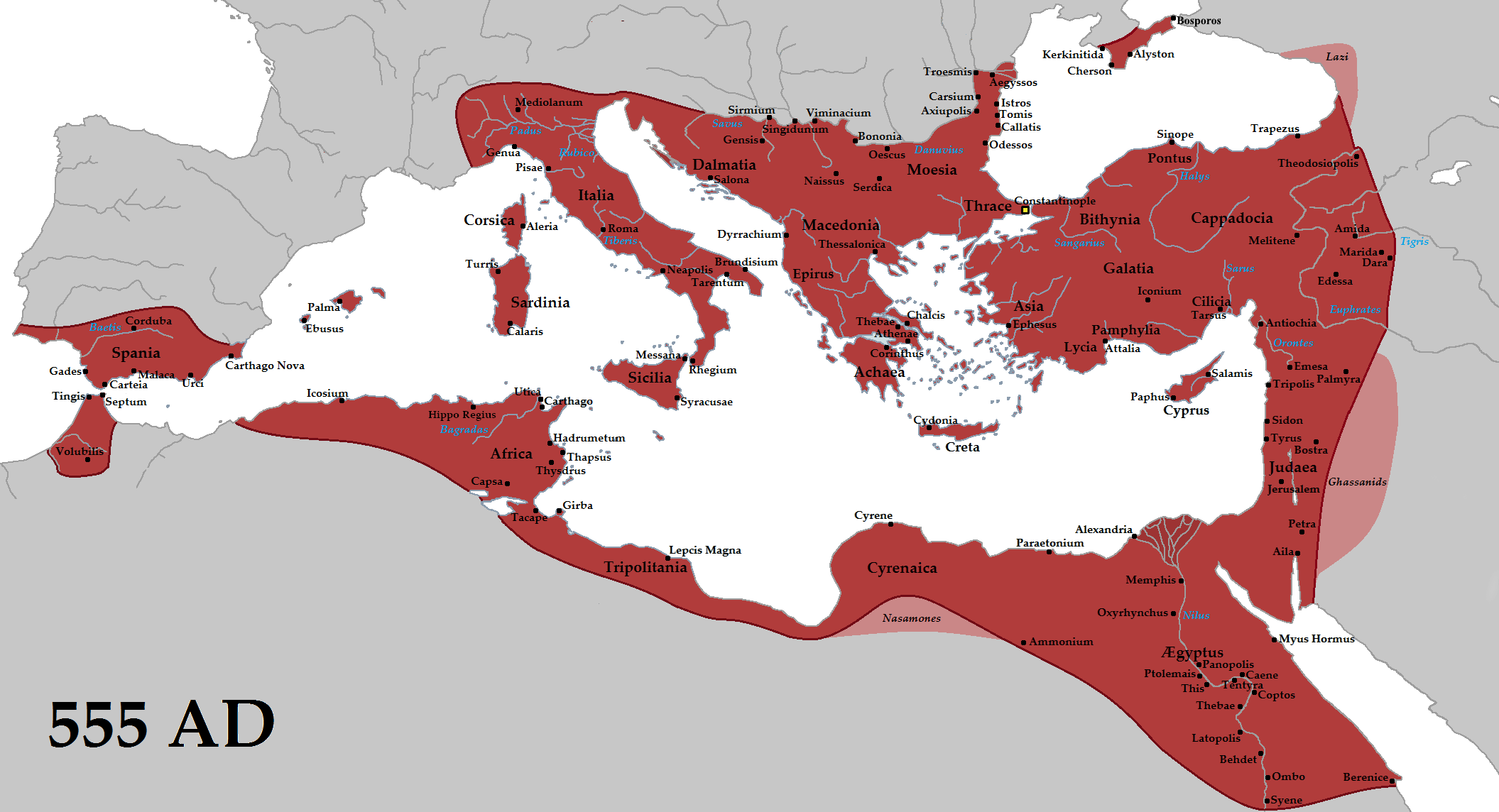
L’empire byzantin à sa plus grande expansion sous Justinien Ier.

De Dioclétien (r. 284-305)  à Marcien (r. 450 – 457) agriculture et population semblent être demeurées stationnaires tant en Orient qu’en Occident et même avoir décliné quelque peu là où déferlent les invasions barbares. Les grandes villes d’Orient semblent toutefois avoir légèrement augmenté leur population, mais il est possible que cet accroissement ne soit que le résultat de l’exode des campagnes vers les villes à la suite des raids d’envahisseurs. Sous Marcien, Constantinople devait abriter environ 200 000 personnes si on en juge par l’espace habitable à l’intérieur de ses murs, alors qu’Alexandrie devait compter environ 122 000 habitants et Antioche environ 150 000 au milieu du IVe siècle. À partir du règne de Marcien, les difficultés économiques semblent s’estomper. La politique peu belliciste de l’empereur permet de diminuer les dépenses qu’occasionne l’armée si bien que la population recommence à croître pour la première fois depuis des siècles. 
Jusqu’à la fin du règne d’Héraclius (r. 610-641), l’Empire byzantin demeure  une puissance méditerranéenne dont les frontières s’étendent jusqu’à l’Afrique du Nord au sud, la mer Rouge et l’Euphrate à l’est et le Danube au nord. Sa population compte alors moins de 20 millions d’habitants dans sa partie occidentale alors que celle d’Orient est en état de flux, affectée dans le nord des Balkans par les grandes invasions des Ve siècle et VIe siècle, sauf en Syrie-Palestine qui connait alors son apogée. Toutefois, la grande peste bubonique (surnommée "peste justinienne") qui apparait en 542 et se poursuit avec des récurrences de plus en plus espacées jusqu’au VIIe siècle fait des ravages considérables dans les milieux urbains et les zones densément peuplées.
Les choses changent à partir du VIIe siècle et, jusqu’au IXe siècle on assiste à de vastes déplacements de population soit à l’intérieur de l’empire, soit vers l’empire. Certains empereurs procèdent à des transferts massifs de population soit pour repeupler certaines zones abandonnées par leur population fuyant devant l’envahisseur, soit pour prévenir d’éventuelles invasions. Ainsi, Justinien II (r. 685 - 695, 705 – 711) en 691 transfère un grand nombre de Chypriotes vers la région de Cyzique d’où étaient partis plusieurs vagues arabes contre Constantinople ; de même il transfère plusieurs milliers de Slaves vaincus en Grèce vers la province de Bithynie. En 751, Constantin V (r. 741 - 775) s’empare de Mélitène qu’il détruit avant de transférer ses habitants en Thrace.  La vague arabe suivie de l’offensive turque au VIe siècle prive l’empire de plusieurs millions d’habitants lui faisant perdre la Syrie, l’Égypte, l’Arménie, l’Afrique et une bonne partie de l’Asie Mineure. Mais tout en soustrayant à l’empire divers territoires qui lui appartenaient jusque-là, ces invasions créent des vagues de réfugiés qui s’installent dans des milieux faiblement hellénisés; ainsi des Arméniens s’installent au VIIIe siècle dans la moitié orientale de l’Asie mineure. En Europe, les Slaves comblent progressivement les espaces encore vides des territoires qu’ils ont envahis si bien que lorsque Constantinople reprend le contrôle de cette région sous Constantin V  la population y est plus nombreuse qu’avant les invasions. Dans les provinces d’Italie, l’exarchat de Ravenne résiste aux attaques lombardes qui apportent aussi une nouvelle population; au VIe siècle, en Italie du sud, des villes comme Bari ou Tarente connaissent le même sursaut démographique que l’on constate ailleurs en Europe jusqu’à ce que les Normands les arrachent  des mains des Byzantins. En 1071, l’ancien empire eurasiatique n’est plus qu’un empire du sud-est de l’Europe. 
Le VIIe siècle est aussi celui où la langue grecque remplace le latin comme langue de l’administration. Langue de culture, de religion et de communication, elle favorise l’hellénisation et l’assimilation sinon des nombreuses populations qui se côtoient dans l’empire, du moins des élites qui cherchent à monter dans l’échelle sociale et à attirer l’attention de l’empereur.

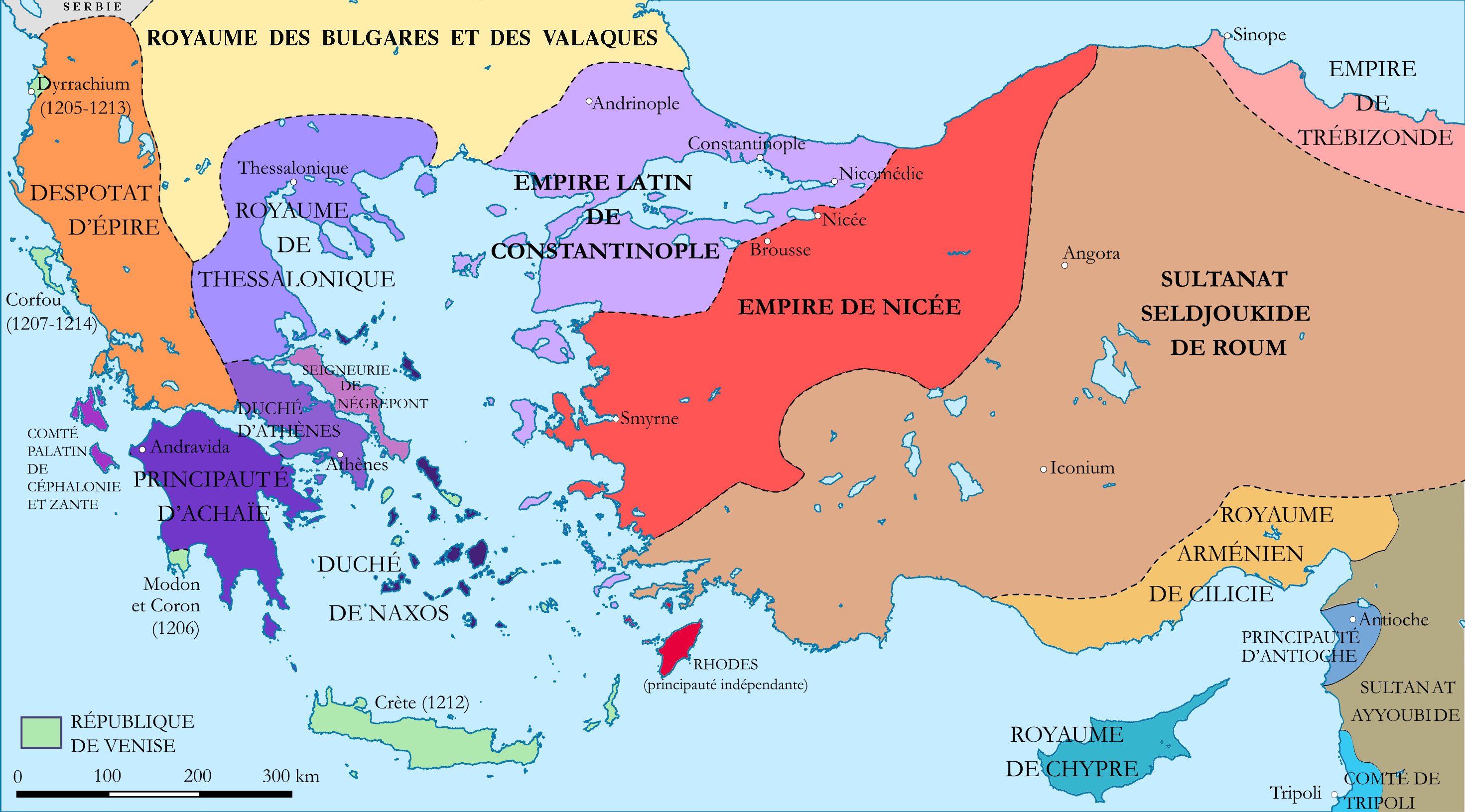
L’empire latin de Constantinople et les États successeurs en 1204.

La chute de Constantinople aux mains des Croisés en 1204 provoque l’exode des élites de Constantinople qui comptait à ce moment environ 400 000 habitants soit vers l’Asie mineure (Empires de Nicée et de Trébizonde), soit vers la Grèce (Despotat d’Épire, Duché d’Athènes, Principauté d’Achaïe). 
Le XIIIe siècle est aussi marqué par la migration des Turcs vers l’ouest à la suite des invasions mongoles de 1243. Au printemps 1265, l'empereur byzantin Michel VIII Paléologue (empereur à Constantinople 1261 – 1282) affronte directement les Mongols en Thrace orientale, affrontement qui tournera au désastre et au pillage de la région par les envahisseurs. 
Le XIVe siècle voit l’établissement des Albanais en Grèce centrale, en Béotie et Attique, ainsi qu’en Morée et la création de principautés à Dyrrachium, Arta, Avlon et Kroia. Mais les deux évènements qui eurent le plus d’importance sur l’économie furent sans doute la grande peste, responsable du déclin démographique dans la seconde moitié du XIVe siècle, laquelle atteignit Constantinople en 1347 et ravagea la capitale à onze reprises jusqu’en 1467 , ainsi que l’établissement progressif des comptoirs amalfitains d’abord, puis génois, pisans et surtout vénitiens, lesquels pourvus d’exonérations de douane par la chrysobulle de Basile II (r. 960-1025) en 992 permettra à Venise de substituer son commerce à celui de l’empire byzantin après la chute de Constantinople et de constituer son propre empire maritime constitué des îles grecques et dalmates d’abord, de la Dalmatie continentale par la suite,.

## Économie et sociétés rurales

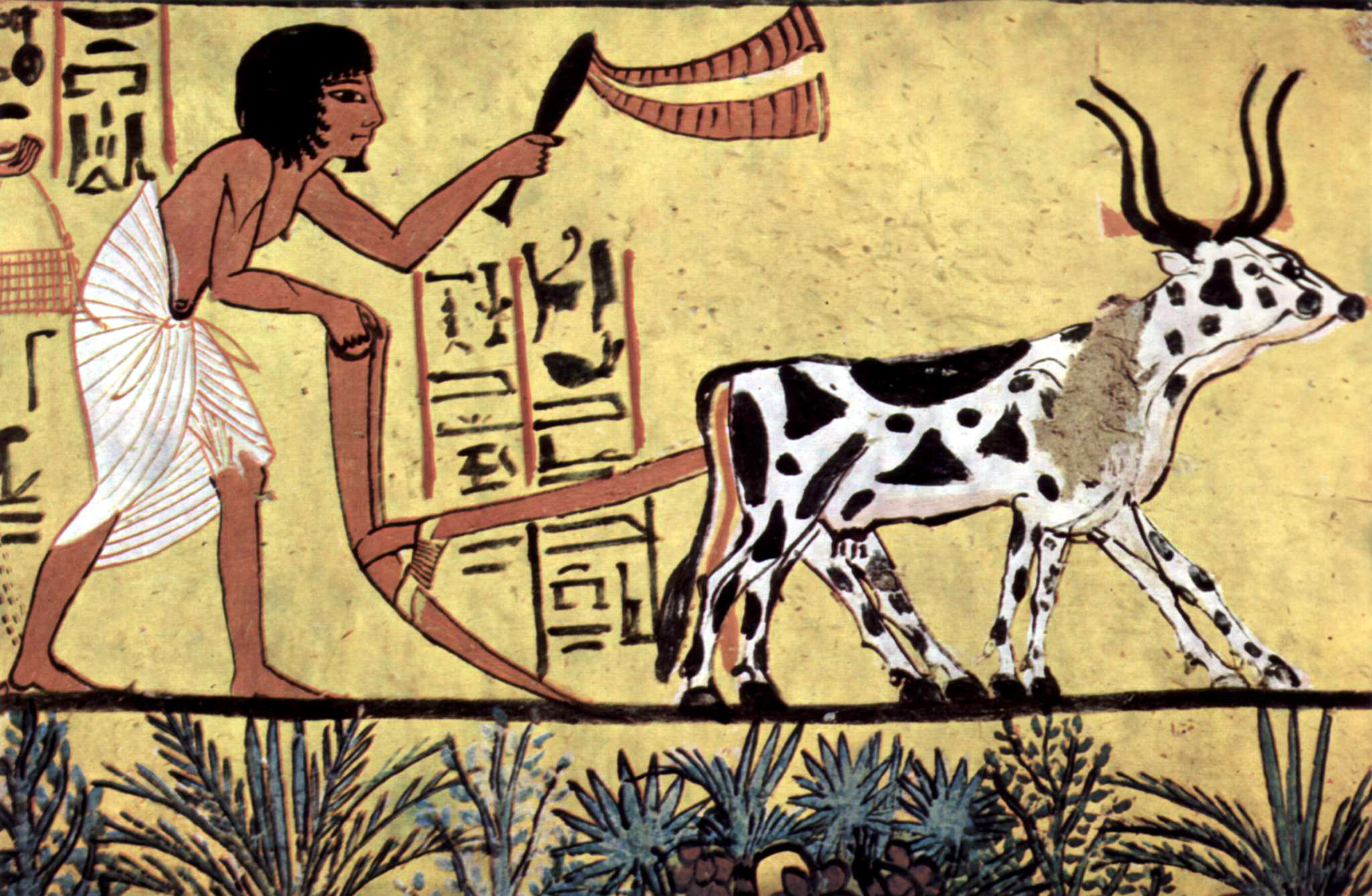
Après avoir constitué le grenier à blé de Rome, l’Égypte fut pendant des siècles celui de Constantinople.

Les campagnes occupent une place centrale dans l’économie byzantine puisqu’elles représentent au départ quelque 90 % de la population et 80 % de la main d’œuvre, nourrissant la capitale et les  autres grandes villes, tout en servant de base de recrutement pour les hommes qui jusqu’au Xe siècle composent son armée. Les richesses prélevées à la campagne sont en majeure partie dépensées en ville pour le traitement des fonctionnaires et soldats, les pensions et les gratifications de l’État. 
À son apogée, l’Empire byzantin s’étend sur diverses zones climatiques permettant des productions diverses et complémentaires. Sauf en bordure des zones arides, les pluies y sont assez abondantes pour permettre polyculture et élevage pour les besoins domestiques, agriculture commerciale pour l’exportation, activités artisanales et industrielles.
Le blé, essentiel à la survie de Constantinople, est cultivé aussi bien en Égypte qu’en Thrace, en Asie Mineure, en Afrique du Nord et en Sicile. La vigne et l’olivier se retrouvent partout où le climat est favorable et constituent les principaux produits d’agriculture commerciale, un vignoble pouvant rapporter dix fois plus qu’un terrain de même superficie planté en blé. L’élevage est en fonction du climat et de l’altitude : bovidés dans les plaines d’Asie Mineure ainsi que sur les plateaux de Grèce, buffles dans le delta du Nil. Le porc, élevé généralement en liberté dans les forêts, abonde dans le sud de l’Italie,.
La céramique est un des principaux produits d’artisanat rural et se fabrique généralement dans les villages à proximité des zones montagneuses qui fournissent les matériaux ou près des régions viticoles auxquelles elle fournit les contenants. Certaines régions sont réputées pour leurs spécialistes qui vont travailler de ville en ville : maçons d’Isaurie, forgerons ciliciens, etc..
La propriété foncière est répartie entre petite exploitation paysanne et grande propriété, appartenant à de riches familles ou, à partir du VIe siècle, à l’Église. L’exploitation familiale regroupe deux ou trois générations habitant une maison qui a son propre jardin. Le plus souvent ces exploitations familiales sont regroupées en villages. Au-delà du village commence la zone de cultures de plein champ et, à la périphérie de celle-ci, une zone de bois et friches servant pour la pâture des animaux, propriété collective du village dont les limites sont marquées par des bornes comme pendant la période romaine,. 
Si l’impôt est calculé selon les possessions enregistrées (stichos) de chaque contribuable, la responsabilité fiscale repose sur le village (chôrion) : si un contribuable ne peut le payer, son impôt est à la charge des autres membres de la communauté (koinotès tou chôriou) qui acquièrent alors la jouissance de la terre et le droit de préemption en cas de vente,.
La fin du VIIIe siècle est marquée par une accentuation des contrastes sociaux, l’apparition d’une nouvelle aristocratie rurale et la multiplication des grands domaines (proasteion) : la famille des Phocas commence à se démarquer dès le milieu du IXe siècle. Certains empereurs comme Romain Lécapène (r. 920-944), Constantin VII (r. 944-959) et Basile II (r. 960-1025) tenteront tour à tour de lutter contre l’enrichissement des  « puissants » (plousioi, euporoi) en leur interdisant de racheter des terres dans les villages où ils ne sont pas déjà propriétaires : en vain comme le montrent les nombreux renouvellements de cette interdiction. Il est vrai qu’en même temps, les empereurs prennent des mesures dont les résultats vont à l’encontre de leurs intentions. Ainsi, à partir du Xe siècle les terres improductives d’impôt retournent à l’État, les retranchant ainsi de la juridiction villageoise. Devenues propriétés du fisc, ces terres peuvent être louées ou données souvent à des puissants. De la même façon, les exemptions fiscales prises en faveur de l’Église, notamment par l’impératrice Irène (régente 780; impératrice 797-802), inciteront certains grands propriétaires à transformer leurs propriétés en monastères pour échapper au fisc (voir l’exemple de Michel Attaleiatès plus bas). 
À partir du XIe siècle du reste, l’État lui-même se transforme en exploitant agricole. Ayant déterminé que les revenus qu’il peut tirer de ces exploitations sont supérieurs aux impôts qu’il peut en attendre, l’État consacrera certains de ses domaines à l’élevage pour les besoins de l’armée, d’autres à produire les revenus destinés à la poste ou à divers établissements publics souvent, il faut le noter, à vocation charitable.
Du VIIe siècle au Xe siècle l’agriculture byzantine est en avance sur celle de l’Occident. Par la suite cette tendance se renverse, deux facteurs expliquant son étiolement progressif et la montée des puissants : d’une part, si les techniques et les outils des paysans sont bien adaptés aux conditions des sols à exploiter,  la technologie n’évolue guère au cours des siècles contrairement à celle de l'Occident. Dès lors les rendements restent faibles, ne permettant ni les investissements nécessaires pour accroitre la production, ni les revenus nécessaires aux nouveaux impôts exigés pour financer l’armée,  outil essentiel de la politique de conquête de certains empereurs.
Les changements politiques qu’entraine la conquête de Constantinople lors de la quatrième croisade ne se traduisent guère par de grandes mutations économiques à la campagne sauf que la production sera essentiellement dorénavant le fait de grands domaines dont les propriétaires changent fréquemment. Se développe aussi à partir du XIIe siècle le système de la pronoia en fonction duquel un serviteur de l’État se voit attribuer non pas un salaire, mais la jouissance des revenus fiscaux et économiques d’une terre appartenant maintenant à l’État; son montant est constitué pour moitié des impôts dus par les parèques exploitant effectivement la terre, et pour moitié par des exemptions d’impôt et par les profits générés par l'exploitation agricole. 
Dans l’Empire de Nicée,  Jean III Vatatzès (r. 1221-1254) se fait lui-même exploitant agricole afin de stimuler l’autosuffisance de son empire et ne se prive pas de vendre les surplus aux Seldjouks voisins. En Grèce continentale, on semble assister à une modeste prospérité due au développement du commerce interrégional entre la Thessalie et l’Épire, la Morée, la Thrace et la Macédoine sauf qu’à partir de 1340, les routes de Macédoine vers la Thrace et vers la capitale sont fermées en raison de l’insécurité permanente.
Le milieu du XIVe siècle verra un déclin important de l’économie rurale en raison du dépeuplement dû à la peste (voir ci-haut), de la guerre civile (1342-1354), de l’indépendance et de l’expansion serbe, ainsi que de la progression de la conquête ottomane. Plusieurs grands domaines seront cédés par l’aristocratie à des monastères qui, quoique bons administrateurs, n’ont guère vocation à l’entreprenariat. Il faudra attendre la paix qui suivra la conquête ottomane pour assister à un redémarrage de l’économie rurale.

## Économie et sociétés urbaines

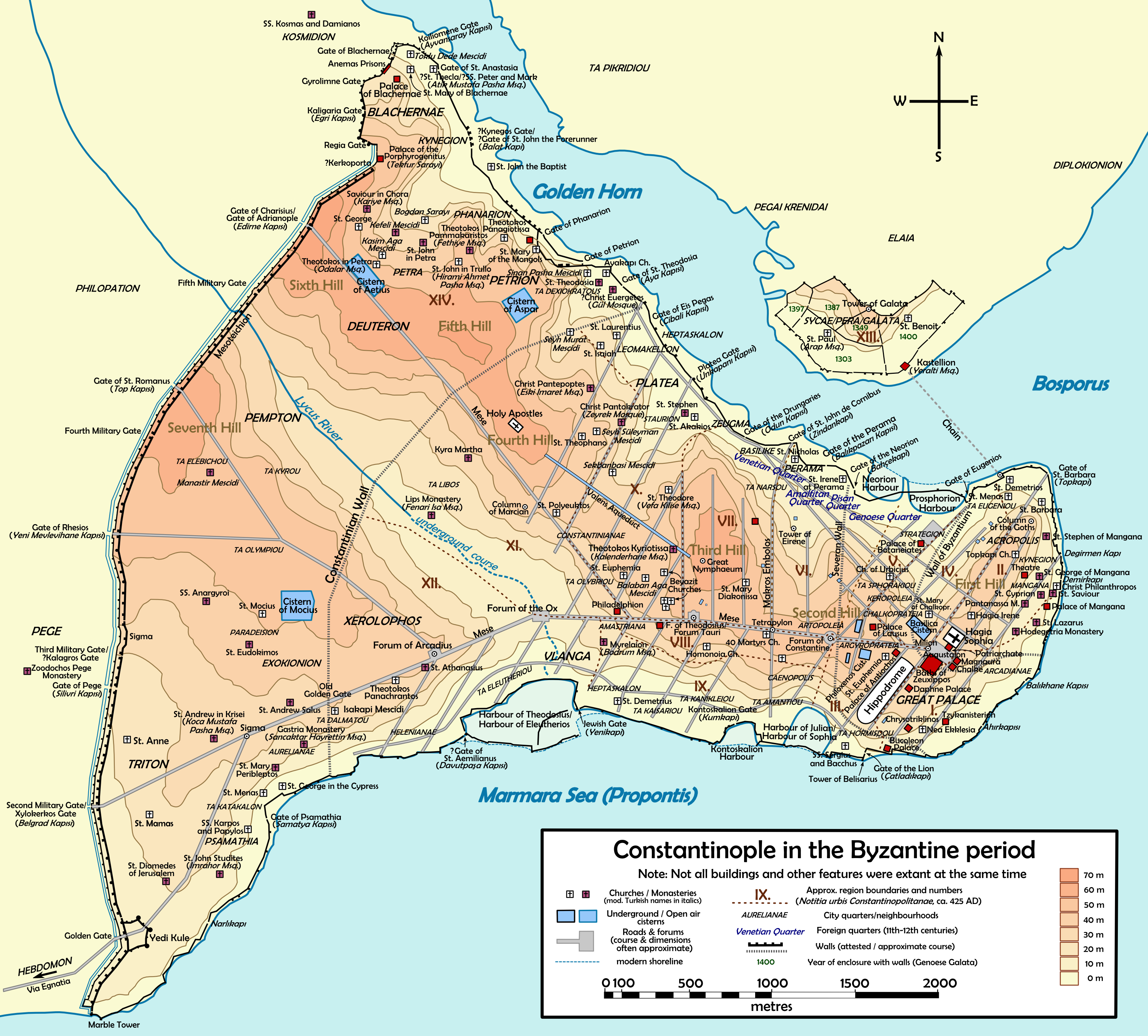
Constantinople et ses murailles pendant l’Empire byzantin.

Alors que l’Occident vient d’être ravagé par les invasions barbares, le nombre de villes de 100 000 habitants aux Ve siècle et VIe siècle s’accroit grâce aux fondations impériales en Asie Mineure, en Syrie, en Mésopotamie, ainsi qu’en Égypte avant l’invasion arabe. Outre Constantinople dont la population se chiffre alors à 400 000 âmes, Alexandrie en Égypte et sa rivale, Antioche en Syrie, Trébizonde sur la mer Noire, Thessalonique sur la côte et Philippes dans les Balkans sont des villes florissantes jusqu’au milieu du VIe siècle. Survient alors une période de déclin qui affecte inégalement et à des dates différentes les provinces de l’empire. Survenu plus tôt en Illyricum, elle touchera l’Asie Mineure avec la conquête perse sans atteindre toutefois la Syrie et l’Égypte qui connaitront un sursaut après leur intégration économique dans l’empire des Omeyyades. La peste justinienne qui commença en 542 pour se répandre ensuite tout autour de la Méditerranée, frappant surtout les milieux urbains déjà affaiblis par les disettes causées par les années froides et pluvieuses des années 536 et suivantes, continuera à faire des ravages jusqu’au milieu du VIIIe siècle, et sera une des principales causes de ce déclin.
La vie dans les villes est marquée par les inégalités entre les riches (plousioi, euporoi) et les travailleurs, pauvres ou miséreux (pénètes, ptôchoi). Selon un édit de Justinien en date de 534 le préfet d’Afrique touche un salaire de 7 200 solidi, l’augustal d’Alexandrie de 2 880 solidi, les officiers supérieurs de l’armée 50 solidi, les soldats environ 10 solidi. Dans la population civile, un travailleur moyen ne gagne qu’un tiers de solidus par mois, soit la moitié de la solde d’un simple soldat. De ce montant, environ 80 % est consacré à la nourriture. D’où l’importance des institutions charitables (hôpitaux – xena; hospices pour étrangers, vieillards ou femmes abandonnées – xenodocheia, gerokomeia, matronea), des distributions de vivres ou de funérailles gratuites en place à partir du IVe siècle par l’État qui y voit une façon de contrôler les révoltes, par l’Église qui a l’obligation légale d’y consacrer le quart de ses revenus ou par les riches qui y voient une façon de se créer une clientèle sur terre et d’assurer leur salut dans l’au-delà.
À partir du IXe siècle on assiste à une reprise démographique qui relance la production agricole dont les surplus sont vendus dans les villes, ce qui entraine une relance du commerce à partir du milieu du Xe siècle. De plus, les progrès de la grande propriété à la campagne et l’alourdissement fiscal que l’on note à ce siècle accélèrent l’exode rural et fait croître la population des villes où nait une nouvelle forme d’artisanat. Si la céramique vulgaire continue à être fabriquée dans les campagnes, les céramiques fines seront produites dans des ateliers spécialisés urbains. Il en va de même des textiles, les draps ordinaires étant tissés à la campagne, les plus fins fabriqués dans les villes. Certaines villes sont renommées pour leur production : Cherson en Crimée fabrique des outils de fondeur et des matrices de pierre pour la fabrication d’anneaux et de croix; Pergame en Asie exporte des flèches de fer. Enfin, Constantinople a pratiquement le monopole des bijoux et émaux fins, ainsi que des automates utilisés à la cour. 
Artisans et commerçants sont regroupés en corps de métiers (systèmata ou somateia) qui assurent les relations entre leurs membres et le gouvernement. Pour l’artisanat et le petit commerce, l’unité de base est la boutique (ergastèrion) qui porte comme qualificatif le nom du produit qui y est vendu. Elle est tenue par un maitre de métier qui y fait travailler l’ensemble de sa famille et qui la transmet à ses enfants. Cependant nombre de ces boutiques sont la propriété de hauts dignitaires ou fonctionnaires qui les louent à des artisans. Les loyers cités dans la Diataxis d’Attaleiatès se situent entre 22 et 38 nomismata annuellement, soit deux à trois fois le salaire d’un ouvrier qualifié. Comparé à la valeur de la boutique, le loyer permettait de dégager un profit d’environ 3 % par année, soit plus que le rendement d’une propriété agricole cette dernière exigeant de plus des investissements annuels.
À côté de ces « travailleurs indépendants » on trouve l’ensemble des fonctionnaires, nouvelle aristocratie qui se substitue à l’ancienne aristocratie sénatoriale à partir du VIIe siècle alors que se développent des disciplines « techniques » comme la calligraphie, la sténographie ou l’arpentage, essentiels au développement de la bureaucratie. Bientôt, même les grandes familles terriennes comme les Alôpoi, Monomaques, Comnènes, Doukas, se retrouveront à Constantinople pour y chercher un emploi dans l’entourage de l’empereur. Ces « hommes du Palais » que l’on qualifiera d’hommes de la maison (oikeioi anthrôpoi) ou impériaux (vasilikoi) monopolisent les grandes fonctions et achètent des titres qui donnent droit à des émoluments (roga) à l’instar des membres des forces armées et des fonctionnaires. Ainsi, un protospatharios recevait 1 livre d’or annuellement, un hypatos 2 livres, un magistros 16 livres et un kouropalates 32 livres, ce qui permettra à un fonctionnaire avisé comme Michel Attaleiatès (vers 1022-vers 1080) haut fonctionnaire et historien byzantin sous les empereurs Michel VII Doukas et Romain IV Diogène de se constituer un patrimoine diversifié consistant en roga, boutiques et terres paysannes, grâce auxquelles il fonde le monastère du Prodrome (Précurseur) à Constantinople. Ayant hérité d’un domaine (oikos) à Rhodosto  (aujourd’hui Tekirdağ en Turquie), il le transforme en asile pour pauvres (ptôchotropheion), et lui subordonne le monastère de Constantinople, créant une unité socio-économique pouvant vivre en autarcie grâce aux revenus ruraux et au produit des logements et des boutiques loués sur le territoire de la fondation ; l’asile et le monastère reversent ensuite une partie des revenus sous forme d’œuvres charitables, le surplus allant au propriétaire. Ces puissants en arrivent ainsi à se constituer de véritables clientèles (prostasia) qui pourront les prémunir contre les confiscations auxquelles n’hésitent pas à recourir les empereurs pour se défaire d’opposants politiques.
À partir de la seconde moitié du VIIIe siècle s’amorce une période d’expansion économique qui s’accélère aux XIe siècle et XIIe siècle, fruit de la croissance démographique, mais aussi d’une production agricole accrue qui augmente les échanges entre villes et campagnes, alors que la demande extérieure s’accroit en provenance tant des pays islamiques que de l’Europe. Constantinople, Thessalonique, Corinthe, Thèbes, Trébizonde sont les principaux centres d’échanges vers les pays musulmans et l’Italie.
L’occupation latine en 1204 sonnera le glas de cette période faste pour Constantinople qui cessera d’être un centre de production d’objets de luxe et de semi-luxe même si les empereurs latins tenteront de faire revivre le commerce avec l’Italie et l’Égypte. Pendant cette période, les empereurs réfugiés à Nicée accorderont aux villes tant en Asie Mineure qu’en Europe des privilèges fiscaux auxquels s’ajouteront des privilèges judiciaires et administratifs. Cette tendance se poursuivra après la reprise de Constantinople sous les Paléologue, de telle sorte que Jean VI Cantacuzène (r. 1347-1354) pourra décrire l’empire dans ses mémoires comme une collection de villes et d’iles, laquelle s’étiole graduellement après la perte des territoires d’Asie Mineure en 1310-1320 et des Balkans au cours de la deuxième guerre civile.

## Le trésor impérial

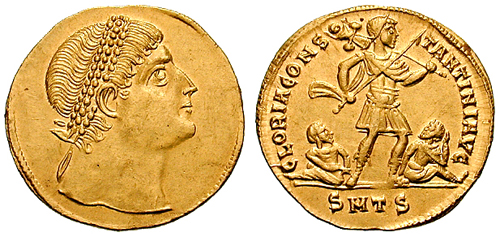
Monnaie d'un solidus et demi de Constantin, 327, Thessalonique.

Au sommet de la pyramide sociale se trouve évidemment l’empereur qui dispose des revenus de l’État. On estime qu’en 150 apr. J.-C. ceux-ci s’élevaient à 9 400 000 solidi et à 22 millions de solidi en 215. Au cours du règne de Dioclétien (r. 284-305), le budget total de l’empire était de 18 millions de solidi dont un peu plus de la moitié provenait de l’Empire d’Orient. De ces revenus, près de 80 % étaient affectés à l’armée et 10 % à la bureaucratie. Il n’est donc pas étonnant que les revenus provenant des impôts et taxes de même que les dépenses aient fluctué en fonction des empereurs, certains poursuivant des politiques d’expansion territoriale onéreuses (Justinien, Basile II), d’autres pratiquant des politiques fiscales et budgétaires prudentes (Marcien, Anastase Ier).
À la fin de son règne, Anastase (r. 491 – 518) avait réussi à économiser 23 millions solidi, l’équivalent de 320 000 livres d’or. Au début de son règne, Justinien Ier disposait ainsi de 28,8 millions de solidi, fruit de l’épargne d’Anastase et de Justin. Moins de quarante ans plus tard, effet de la « peste justinienne » et de ses vastes campagnes militaires, les caisses sont vides; Justinien en 554 doit renoncer à dix ans d’arrérages d’impôts parce que les paysans n’ont plus de quoi les payer et il doit licencier les soldats qui ne sont plus en service actif. Par ailleurs, la réfection de la cathédrale Hagia Sofia, endommagée par un tremblement de terre, coûte à elle seule 20 000 livres d’or. 
Heureusement, son neveu, Justin II (r. 565-578) non seulement parvient à régler les dettes laissées par son oncle,  mais mène une stricte politique financière qui tranche avec la prodigalité de son prédécesseur au point de le faire taxer d’avarice lorsqu’il impose  une taxe payable une seule fois de 4 solidi sur les détenteurs de coupons donnant droit à une distribution gratuite de pain.
Mais la paix elle-même peut s’avérer coûteuse lorsqu’elle est achetée en payant tribut à l’adversaire : le même Justin II doit payer 80 000 pièces d’argent aux Avars, alors que sa femme Sophie verse 45 000 solidi à Chosroês Ier pour une trêve d’une année. Son successeur, Tibère II Constantin (r. 578 – 582) sera forcé de payer 7 200 livres d’or annuellement pour le même privilège.  Autre paradoxe, la guerre peut se traduire par certains avantages économiques lorsqu’elle n’entraine pas de perte de territoires : Byzance étant presque toujours en état de guerre avec ses voisins, elle doit nourrir une immense armée, ce qui profite aux cultivateurs de l’Anatolie. De plus, même si leur solde est modeste, les soldats en dépensent une bonne partie pour acheter des biens dont les taxes retournent à l’État. Ainsi, les succès de l’armée byzantine contribuent en grande part au succès de l’économie.

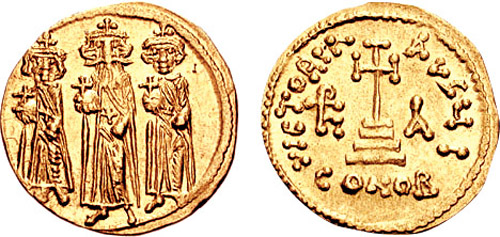
Sous Héraclius, le solidus devient le nomisma, son équivalent en grec

Sous Héraclius (r. 610-641) le grec remplaça le latin comme langue de l’administration et le solidus fut par la suite appelé par son nom grec : nomisma (pl. nomismata).
Après un net déclin dû à la perte d’une large partie de son territoire et, par conséquent, de son assiette fiscale à l’occasion des guerres avec les Arabes au VIIe siècle, les revenus de l’empire se chiffrent à environ 1 800 000 nomismata, les impôts rapportant vers 775 quelque 1 600 000 nomismata et le commerce 200 000 nomismata. Pour la même période, la solde des soldats de l’armée se chiffre à environ 600 000 nomismata et les autres dépenses reliées à l’armée à environ 600 000 nomismata auxquels s’ajoutent environ 400 000 nomismata pour la bureaucratie impériale et 100 000 pour les largesses impériales, ne laissant ainsi que 100 000 nomismata de surplus pour les traités de paix, les dons et les pots-de-vin.
Toutefois, l’économie reprend de la vigueur à partir du VIIIe siècle si bien que l’empereur Théophile (r. 829 – 842), en dépit des guerres menées contre les Arabes,  laisse une somme de 7 millions nomismata dans les coffres au moment de son décès en 842. Ainsi, vers 850, les impôts contribuent pour 2 900 000 nomismata aux revenus de l’État alors que le commerce double par rapport au siècle précédent, s’établissant à 400 000 nomismata. Les dépenses militaires pour leur part passent de 1 200 000 nomismata à 1 400 000 nomismata et la bureaucratie de 400 000 nomismata à 500 000 auxquels s’ajoutent les largesses impériales se chiffrant à 100 000 nomismata : ceci dégage un surplus de 500 000 nomismata. Et  après avoir rétabli par des économies drastiques le trésor précédemment dilapidé par Michel III (r. 842-867), Basile Ier (r. 867 – 886) laisse 4 300 000 nomismata dans les coffres, soit plus que les revenus de l’État qui se chiffrent alors à 3 300 000 nomismata. Un siècle plus tard, sous Basile II (r. 976-1025), les revenus annuels grimperont à 5 900 000 nomismata, permettant à l’empereur de laisser à son successeur un important surplus de 14 400 000 nomismata. 
Jusqu’en 1204, Constantinople donnera ainsi une image de richesse et d’opulence visant à impressionner tant les habitants locaux que les émissaires étrangers venus en mission officielle comme Liutprand de Crémone en 940. Il s’agit toutefois d’une image et la réalité est bien différente, car l’économie subit un net déclin durant la guerre civile qui marque les dernières années de la dynastie macédonienne si bien que lorsque l’empereur Romain IV (r. 1068 - 1071) est capturé lors de la bataille de Manzikert, le sultan Alp Arslan, qui avait d’abord suggéré une rançon de 10 millions de pièces d’or, doit réduire ses exigences à 1 500 000 pièces d’or payables immédiatement et à  360 000 pièces d’or payables annuellement par la suite.

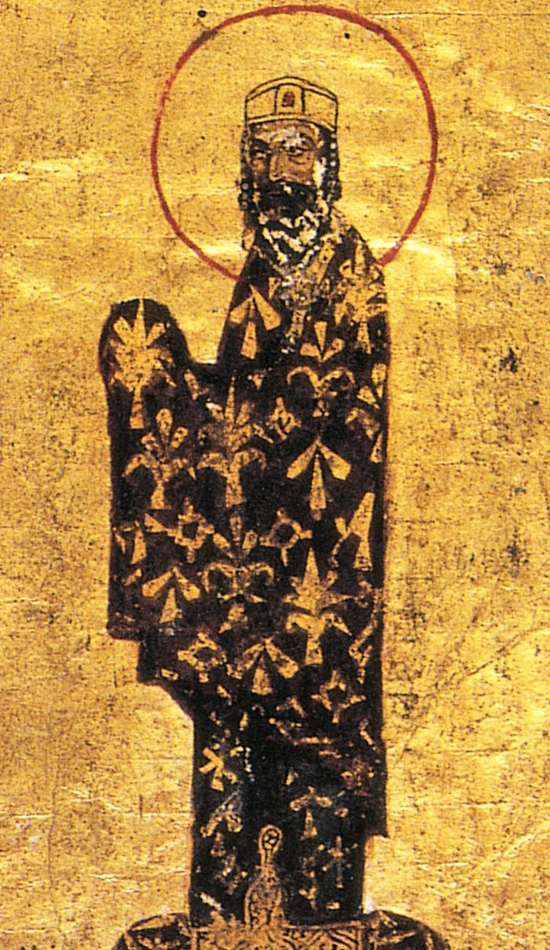
Alexis Ier réforma le système monétaire byzantin en remplaçant le nomisma par l’hyperpère.

De telle sorte que lorsqu’Alexis Ier (r. 1081-1118) prend le pouvoir, il doit taxer la population à la limite de ses capacités et même confisquer les biens de certains nobles et de l’Église. Et après avoir dévalué le nomisma, lequel pendant sept siècles, avait été la monnaie de référence autour du bassin méditerranéen, il crée une nouvelle monnaie d’or, l’hyperpère qui demeurera stable au cours des deux siècles suivants. En même temps, cependant, il prend une décision qui s’avérera désastreuse par la suite : il accorde d’énormes avantages commerciaux à Venise par la chrysobulle de 1082, au détriment du commerce byzantin lui-même lequel, par le truchement de la taxe dite kommerkion prélevée sur toutes les importations et exportations, rapportait au Trésor quelque 20 000 hyperpères par jour permettant à l’État d’engranger 5 600 000 hyperpères de revenus en 1150.
L’expansion du commerce italien (Venise, Gênes, Pise) en Méditerranée et en mer Noire, la perte progressive de nombreux territoires aux mains des Turcs et le démembrement de l’Empire après la chute de Constantinople aux mains des croisés en 1204 causeront un tort énorme à l’économie byzantine, même après que Michel VIII eut chassé les Latins de Constantinople. La capitale avait du reste  été ravagée non seulement par les pillages des envahisseurs, mais également par les incendies qui avaient détruit les quartiers du nord et du centre de la ville, obligeant ses habitants à se réfugier dans les États successeurs d’Épire, de Nicée et de Trébizonde. 
En 1348, Constantinople gère un revenu de 30 000 hyperpères alors que la seule colonie génoise de Galata, de l’autre côté de la Corne d’Or, dispose de 200 000 hyperpères. Et c’est en vain que Jean VI Cantacuzène tente de rebâtir une flotte qui aurait pu faire reprendre le commerce maritime, ne disposant pour ce faire que de 50 000 hyperpères. S’y ajoutent divers tributs que les empereurs doivent payer à des puissances extérieures : Jean V Paléologue verse une rançon de 180 000 florins au tsar bulgare Ivan Alexandre en 1366; en 1370 l’empire doit 25 663 hyperpères à Venise pour les dommages causés aux propriétés vénitiennes; Manuel II (r. 1391 -- 1425) verse un tribut annuel de 300 000 pièces d’argent au sultan à la suite d’un traité défavorable avec les Turcs ottomans. Si bien qu’en 1453, le seul quartier génois de Constantinople dispose d’un revenu de sept fois supérieur à celui de l’empire et que lors de la chute de Constantinople, l’empereur Constantin XI (r. 1448 – 1453) doit à Venise 17 163 hyperpères.

## Commerce et échanges

Les thèmes byzantins en 1025, lesquels constituaient des frontières à la fois politiques et douanières.

L’économie byzantine est toujours une économie dirigiste où l’État surveille étroitement l’industrie et le commerce, se réservant certains monopoles, achetant, fabriquant et vendant lui-même certains produits, soucieux avant tout d’assurer le ravitaillement de Constantinople, d’approvisionner les ateliers du Palais en matières premières, de réfréner la recherche du profit par les puissants et de faire rentrer le plus d’argent possible dans les coffres de l’État. 
À l’intérieur de ces restrictions toutefois, le commerce reste une affaire privée et le système douanier est relativement simple : à l’intérieur de l’empire, chaque thème constitue une circonscription douanière aux frontières de laquelle est prélevée une taxe de 10 %, le kommerkion. Elle n’est payable qu’une fois soit aux frontières de l’empire, soit à celle des thèmes, l’importateur ou l’exportateur se voyant remis une quittance lui permettant de faire commerce sur tous les marchés byzantins où il est le seul à fixer les prix, sauf pour le pain .

### Commerce avec l’Égypte et l’Afrique du Nord
Le premier souci des empereurs, essentiel à leur maintien sur le trône, est toujours de nourrir la population de la capitale. L’annone, suite de l'annone de l'Empire romain, désigne l'approvisionnement en céréales, ou plutôt les rations financées par le fisc et destinée d’abord aux militaires et à certains fonctionnaires, puis étendu à partir de 332 à quelque 80 000 civils, et dépend en grande partie de la production de blé en Égypte et en Afrique du Nord. 
La route maritime qui relie l’Égypte à Constantinople passant par Chypre, Chios et Ténédos est donc de première importance dans les premiers siècles de l’empire après que la création de Constantinople eut entrainé dès la fin du IVe siècle un déplacement du commerce vers la Méditerranée orientale. Si ces livraisons sont interrompues (Afrique du Nord en 608, Égypte en 619), la famine peut s’installer dans la capitale. Après la conquête de l’Égypte par les Perses sous Chosroês II en 619, on réussira à y substituer le blé de Thrace, de Macédoine, de Thessalie et d’Asie mineure.
On importe également d’Égypte le papyrus, seule matière connue au début de l’empire pour écrire, l’encre pourpre utilisée par l’empereur, ainsi que de l’huile que l’on transforme à Marseille.

### Commerce avec l’Extrême-Orient

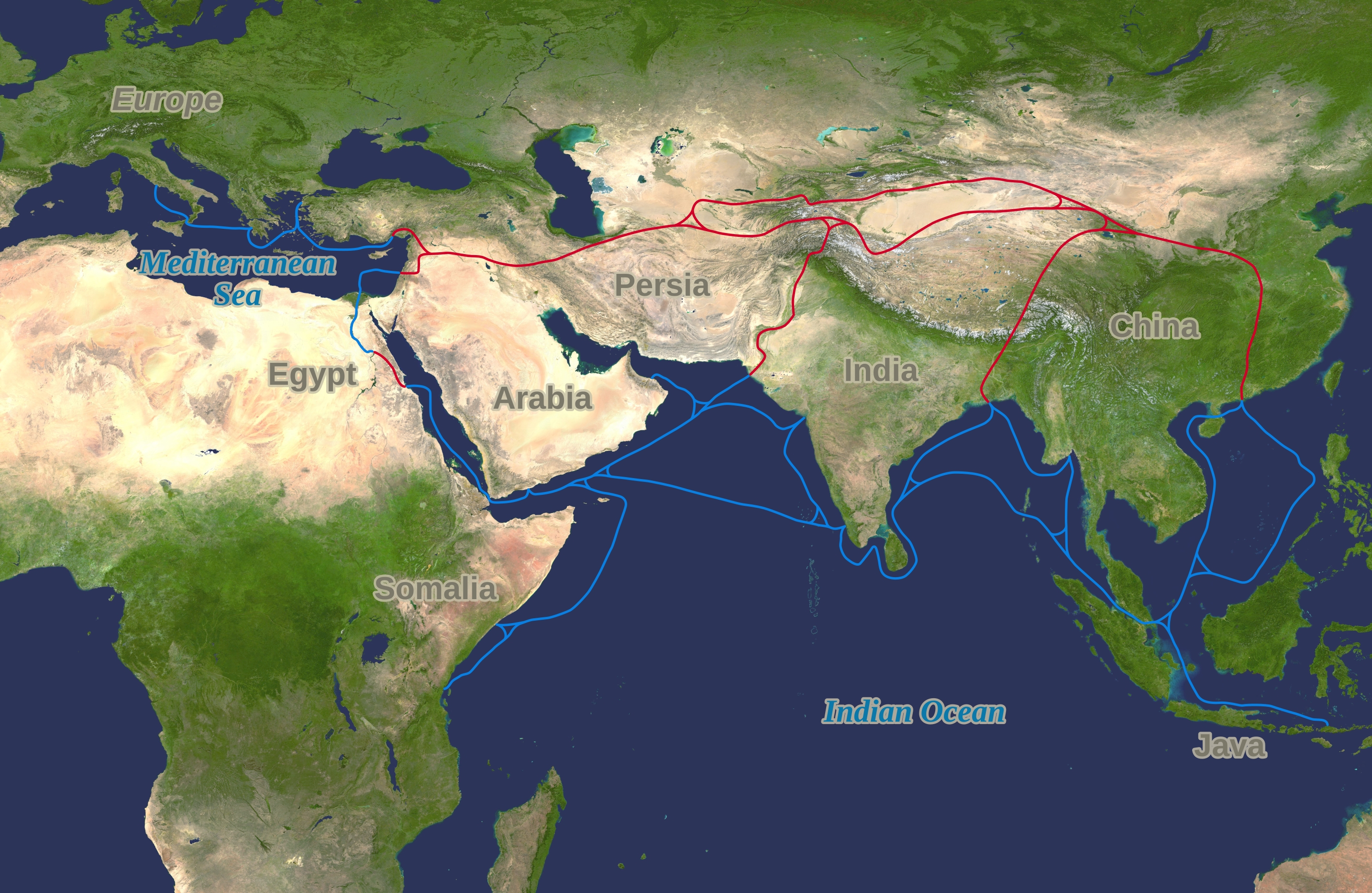
Les routes terrestres et maritimes du commerce de la soie.

En second lieu vient sans doute le commerce de la soie servant non seulement aux besoins vestimentaires de l’aristocratie byzantine, mais également de méthode de paiement et de riches présents aux princes étrangers. Monopole impérial depuis Justinien, elle est tissée dans les établissements gouvernementaux et vendue uniquement par les vendeurs autorisées. Jusqu’à ce que deux moines originaires de l’Asie centrale rapportent vers 552-554 des œufs de vers à soie les caravanes partant d’Antioche traversent le territoire des Parthes via Ecbatane, pour arriver à Palmire où se font les échanges entre caravanes chinoises et occidentales. 
Le commerce des épices (poivre, cannelle, clou de girofle)  est également florissant celles-ci étant employées non seulement dans la cuisine, mais aussi dans la pharmacopée et comme monnaie d’échange avec les Barbares. Ainsi, lors du siège de Rome par Alaric en 408 figuraient parmi les biens exigés dans la rançon 3000 livres de poivre.
En retour, Constantinople exporte vers l’Orient des produits transformés : soieries, bijoux, émaux, verrerie et poterie fine. Ses villes frontières comme Trébizonde sont de vastes entrepôts où se retrouvent marchands grecs, arméniens et caucasiens.
La route maritime de la mer Rouge et de l’océan Indien, connue depuis l’Antiquité, sert surtout au transport des matières pondéreuses comme le bois et les métaux en dépit de l’interdiction de vendre ces matières stratégiques aux ennemis de l’empire. Plusieurs ports de la mer Rouge permettent d’avoir accès aux produits de l’Arabie (encens du Yémen, casse de Somalie, myrrhe, parfums divers) et de l’intérieur de l’Afrique (défense d’éléphants, écailles de Socotora, ébène et autres bois précieux). L’ile de Ceylan est le point de rencontre entre navires venant de la mer Rouge et flottes chinoises venues de l’Inde et de la Perse.

### Commerce avec les peuples du nord

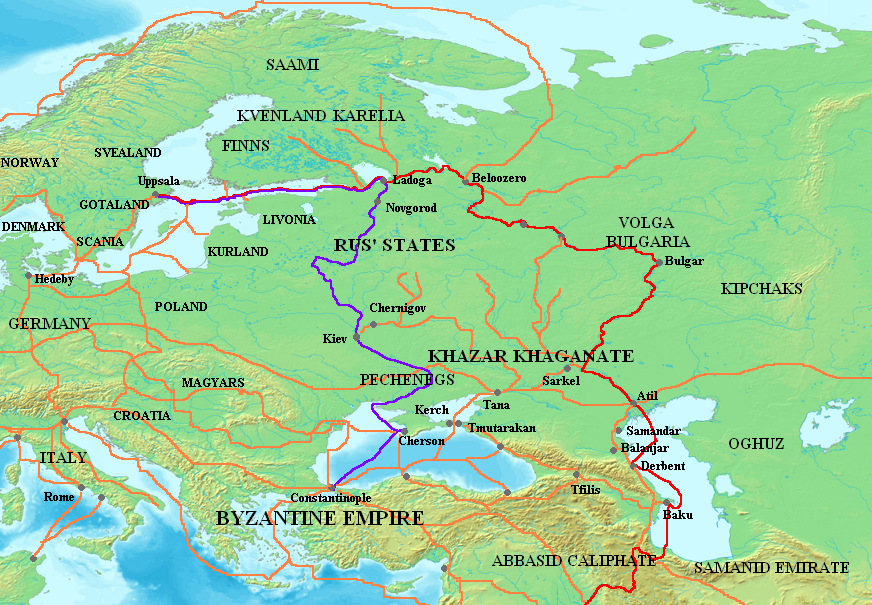
Carte des routes commerciales varègues montant en violet la célèbre « route des Varègues aux Grecs » du VIII au XI et en rouge la « route de la Volga ».

Grâce aux ports de Kherson et Bosporos en Crimée, les Byzantins vendent aux Goths, Huns et Avars, les épices qu’ils rapportaient d’Orient, de même que les produits de Constantinople et de la Syrie.
La « route des Varègues aux Grecs » est probablement établie vers la fin du VIIIe siècle ou au début du IXe siècle alors que les explorateurs varègues (ou varangiens), vivant de piraterie, étaient à la recherche de butin et d’esclaves. Elle gagne en importance du Xe siècle au premier tiers du XIe siècle alors qu’elle est utilisée concurremment à la route commerciale de la Volga et à celle qui mène des Khazars vers diverses tribus germaniques.
Cette route sert au transport de diverses marchandises. De l’empire byzantin, les Varègues rapportent du vin, des épices, des bijoux, du verre, des étoffes précieuses, des icônes et des livres. Kiev est un lieu d’échange pour le pain, les objets artisanaux, les monnaies d’argent, etc. À Volhyn on vend des rouets et autres produits. La Scandinavie fournit des armes et autres objets artisanaux. Le nord de la Russie exporte du bois, des fourrures, du miel et de la cire, alors que les tribus baltes vendent de l’ambre.
Cette route permet aussi d’atteindre d’autres voies navigables d’Europe de l’Est comme celle des rivières Pripyat et Bug qui, en passant par l’Ukraine, la Biélorussie et la Pologne conduisent en Europe de l’Ouest ainsi que la route commerciale de la Volga qui descend ce fleuve jusqu’à la mer Caspienne.

### Commerce avec l’Occident
La reconquête de l’Afrique du nord et de l’Italie sous Justinien, en rétablissant la puissance maritime de Byzance en Méditerranée, facilite la reprise des échanges commerciaux avec l’Occident occupé en grande partie par des « peuples barbares ». Curieusement, ce commerce est le fait de marchands venus de Syrie, d’Asie Mineure et d’Égypte, confondus sous le nom de « Syriens ». Au VIe siècle ceux-ci ont établi de nombreux comptoirs dans toutes les grandes villes d’Italie et de Gaule (Rome, Naples, Ravenne, Marseille, Narbonne), d’où leurs réseaux commerciaux s’étendent profondément à l’intérieur des terres (Bordeaux, Paris, Trêves) pour se rendre jusqu’aux iles britanniques à l’ouest et à la Sibérie à l’est. Ils y vendent les productions de la Syrie (nom qui englobe toute la côte orientale de la Méditerranée) et de l’Égypte. Les vins de Gaza et de Sarepta sont particulièrement appréciés en Gaule. Grégoire de Tours vante les tissus de coton alors inconnus en Gaule et les soieries utilisés à la fois pour le vêtement et les tentures. Constantinople exporte aussi autour de la Méditerranée des colonnes de marbre, employées dans la construction des églises et des palais qui se multiplient,.

### Les transformations du commerce

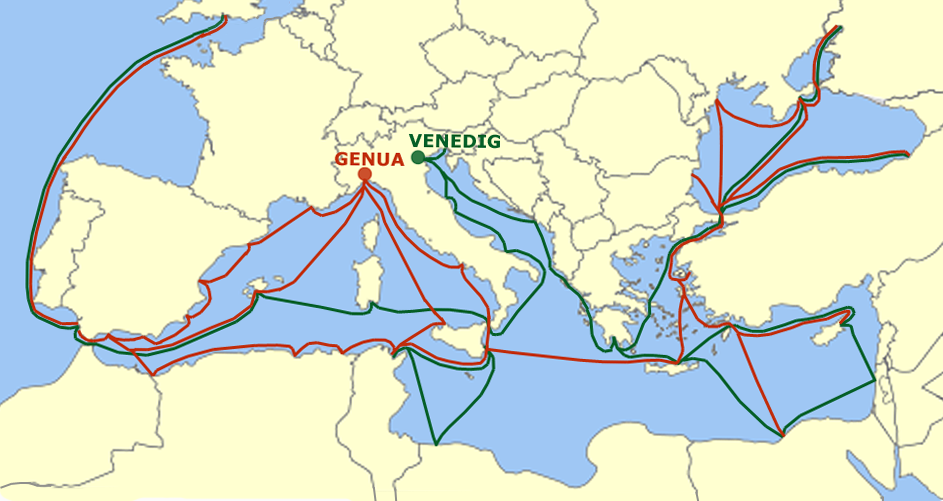
Une lutte sans merci oppose Venise et Gênes pour le contrôle des routes commerciales en Méditerranée.

Le volume du commerce entre les différentes parties de l’empire de même que les circuits commerciaux se modifient au gré des guerres et invasions qui touchent tant la partie occidentale qu’orientale de l’empire, de même que des hauts et des bas de l’économie byzantine. Quatre grands facteurs contribuent à modifier les circuits commerciaux : les conquêtes arabes à partir du VIIe siècle, l’établissement des Rus’ à Constantinople au Xe siècle, la progression du commerce des républiques italiennes au XIe siècle, ainsi que la prise de Constantinople par les croisés au XIIIe siècle.
Après que les Arabes ont étendu leur empire vers le nord en direction de la Syrie et de la Cilicie, la création d’une flotte par le calife omeyyade Muʿāwiya Ier marque la fin de la suprématie byzantine en Méditerranée. Certes le commerce continue jusqu’au XIIe siècle, les périodes où règne une paix fragile entre les deux empires étant presque aussi longues que les périodes de conflit. Et malgré les interdictions renouvelées par certains empereurs comme Jean Tzimiskès (r. 969 – 976) en 971 d’exporter les produits stratégiques comme le bois et les métaux, ceux-ci trouvent le chemin du monde musulman par mer, même si celui-ci tient Chypre, la Crète et la Sicile. Avec le temps, les capitales de ce monde musulman, Bagdad, Damas, Cordoue, se mettent à rivaliser avec Constantinople, alors qu’Antioche et Alexandrie redeviennent de grands marchés internationaux. Les territoires par où passent les routes de la soie et des épices étant maintenant aux mains des Arabes, d’autres routes doivent être trouvées, alors que les marchands byzantins voulant continuer à utiliser les principaux ports de Syrie doivent leur payer des droits, réduisant singulièrement leurs profits.
Parmi ces nouvelles routes, se trouve celle qui conduit « des Varègues aux Grecs ». Les ports de Crimée comme Cherson prennent alors une importance nouvelle, permettant également aux marchands grecs de se rendre chez les Khazars dont la capitale, Itil, sur la Volga, est devenue au XIIIe siècle un marché international. Deux grands courants commerciaux se développent alors, l’un dirigé vers la Baltique et les pays scandinaves, l’autre vers la mer Noire et la mer Caspienne. Les Rus’ construisent le long de ces voies des entrepôts dont certains deviennent des villes, eux-mêmes établissant un comptoir à Constantinople (qu’ils appellent Tsarigrad), dans le quartier de Saint-Mamas, en vertu du traité passé entre Oleg et Léon VI en 911. D’autres accords suivent, toujours précédés d’attaques rus’ contre Constantinople : 945 entre Romain Lécapène et Igor ; en 971 entre Jean Tzimiskès et Sviatoslav Ier ; en 1046 entre Constantin VI et Iaroslav. Tous reconduisent ou élargissent les clauses commerciales du premier traité. 

Expansion des différents califats : sous Mahomet 622-632; durant les quatre premiers califes 632-661; sous la dynastie Omeyyade 661-750.

Interrompu par les invasions arabes, le commerce méditerranéen reprend à la fin du IXe siècle pour s’intensifier après 963 avec la reprise des iles et de la Syrie du nord : c'est l’âge d’or du commerce byzantin qui détient alors tous les grands axes sur terre et sur mer. Pourtant entre 1050 et 1150, le commerce byzantin, ébranlé par la crise financière qui secoue l’économie entre 1068 et 1080, passe progressivement aux mains des Amalfitains, Vénitiens et Pisans présents dans les villes maritimes de l’Adriatique et de la mer Tyrrhénienne depuis des siècles. 
Alexis Ier (r. 1081 – 1118) doit en 1082, accorder aux Vénitiens encore nominalement intégrés dans l'Empire byzantin d'importants privilèges commerciaux en compensation de l'aide navale qu'ils lui ont apporté contre les Normands qui assiégeaient Durazzo. En 1112 il fait de même à l’endroit de Pise pour que cette ville n’apporte pas son appui naval aux ennemis de l’empire, lui concédant une réduction à 4 % de la taxe sur les importations, un quartier dans Constantinople, un secteur de l’Hippodrome pour assister aux courses et une place à Sainte-Sophie pour assister aux offices religieux. Les privilèges concédés aux Vénitiens sont renouvelés par Alexis lui-même en 1084 et en 1109, par ses successeurs Jean Comnène en 1148 et probablement en 1175 Manuel Comnène, puis en 1182-1185 sous Andronic Comnène et en 1187 et en 1189 par Isaac Ange. Ces privilèges, tout en renforçant la concurrence, affaiblissent la bourgeoisie commerçante byzantine, laquelle pourtant défraye une bonne partie des dépenses militaires de l’empereur. Et lorsque, dans la seconde moitié du XIIe siècle, les empereurs réalisent le danger que fait courir Venise à leur commerce, ils tentent de neutraliser ce danger en offrant des concessions supplémentaires à Pise, ainsi qu’à Gênes et à Ancône; mais ce sera trop tard.
La chute de Constantinople en 1204 aux mains des Latins de la quatrième croisade, dont le véritable cerveau n’était autre que le doge de Venise, marque la fin de Byzance comme puissance commerciale; Constantinople perd sa situation de marché central entre l’Orient et l’Occident. La création des États francs en Syrie et le développement de leurs ports font en sorte que le commerce des Indes et de la Chine aboutit maintenant dans ces ports où les produits sont transportés en Occident par des bateaux italiens. Sur le plan intérieur, une partie de la population de Constantinople ayant émigré, il s’ensuit une réduction drastique de la consommation et un effondrement de l’industrie des produits de luxe. La cour impériale latine ne pouvant renverser cette tendance doit elle-même solliciter des prêts auprès des marchands vénitiens et mettre en gage les reliques les plus saintes de la ville pour survivre. L’expansionnisme bulgare et la rivalité des États régionaux byzantins (Épire, Trébizonde, Nicée) rendent précaire tout développement économique de l’Empire latin.
Par ailleurs, du côté byzantin, dans l’empire de Nicée, un souverain comme Jean III Doukas Vatatzès (r. 1221–1254) développe l’économie locale, freinant ainsi la domination commerciale des puissances italiennes, et exporte ses surplus agricoles chez les Turcs seldjoukides ou les vend aux marchands italiens, même s'il ne s’agit plus véritablement toutefois d’un commerce de dimension internationale. Même lorsque Michel VIII rétablit l’autorité des Paléologue sur Constantinople, celle-ci n’est plus qu’une ville « comme toutes les autres villes et iles de mon empire » comme le dira plus tard Jean VI Cantacuzène. Elle se heurte aux privilèges fiscaux concédés à différentes villes comme Ioánnina ou Ioánnina, qui, pratiquement autonomes maintenant, servent de comptoirs pour les marchands italiens et prennent plus d’importance que la capitale nominale de l’empire. 
Par ailleurs, ni Gênes ni Venise n’ont renoncé à affirmer leur suprématie commerciale. 
La suppression de la flotte byzantine par Andronic II Paléologue (r. 1282–1328) livre la défense de Constantinople au bon vouloir de Gênes, pendant que Venise affirme ses intérêts dans les régions côtières du sud de la Grèce et dans les iles de Nègrepont et de l’Archipel. 
À Constantinople même, elle veut faire éliminer tout ce qui met entrave à son commerce, en particulier celui du blé. 
Pendant ce temps, les Génois font du quartier de Péra un territoire autonome traitant d’égal à égal avec l’empereur. 
La rivalité entre les deux républiques dégénère finalement en un conflit, auquel Constantinople devient mêlé pendant la guerre civile marquant la succession d’Andronic III Paléologue, au cours de laquelle Jean VI Cantacuzène a l’appui des Génois alors que la régente Anne de Savoie a celui de Venise. 
Pendant ce temps, les Turcs resserrent leur étau si bien qu’en 1341, Byzance n’est plus qu’un petit empire grec européen composé de Constantinople, de la Thessalie, de l’Épire et de l’Acarnanie.

## La monnaie

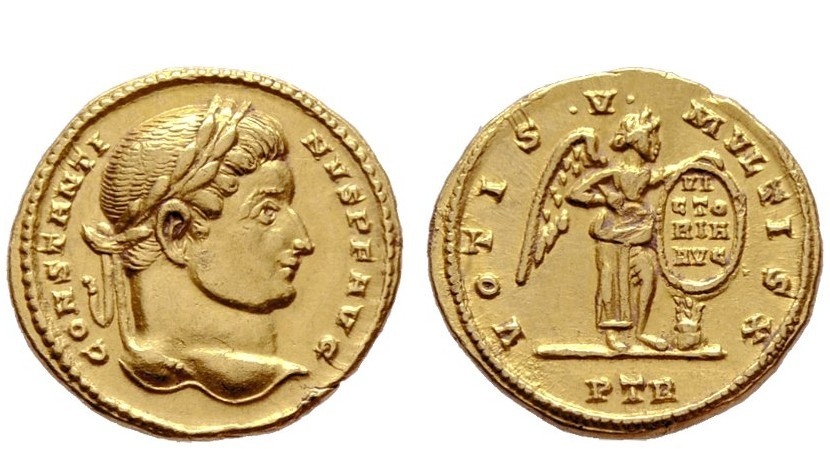
Le solidus fut frappé pour la première fois à Trèves en 309; ici, un exemplaire frappé à l’occasion du 15e anniversaire de l’avènement de l’empereur en 311. Les lettres PTR = P(ercussa) TR(everis) = Frappé à Trèves.

Frappé pour la première fois à l'atelier de Trèves vers 310, le solidus est une monnaie d’or créé par Constantin Ier (r. 306 – 337) pour financer son armée; il remplace alors l’aureus ou denier d’or qui avait jusque-là été la monnaie officielle de l’empire. Valant à la fin du IVe siècle 1/72e de livre et pesant 4,5 g, il restera le pivot du système monétaire byzantin pendant dix siècles.
Sous Théodose (r. 379-395), la création du demi-solidus, dit semissis, et surtout du tiers de solidus, ou trémissis (1,5 gramme d'or), abondamment frappé, rend l'or plus accessible pour les particuliers et augmente encore sa diffusion dans les circuits économiques.
Anastase Ier (r. 491-518), dont on a déjà noté la rigueur fiscale, procède à plusieurs réformes dont une vise à remplacer les paiements en nature par des paiements en numéraire. Afin de faciliter la chose, il remet en circulation en 498 une pièce de cuivre frappée d’abord en plusieurs dénominations. Ce follis est particulièrement apprécié, car sa valeur est fonction de celle du solidus et équivaut à 1/210e de solidus; il permettait d’acheter une miche de pain et demeurera relativement stable au cours des siècles suivants. 
À partir d’Héraclius (r. 610-641), le solidus sera connu sous son nom grec de nomisma (pl. nomismata).

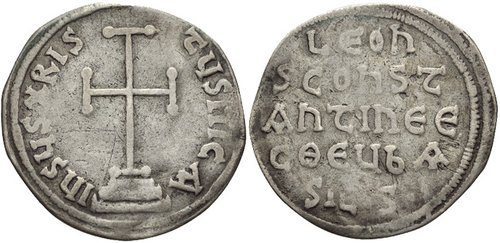
Reproduction du premier miliaresion frappé par l’empereur iconoclaste Léon III pour célébrer le couronnement de son fils Constantin V; noter l’absence de figure humaine remplacée par la croix.

Sous Léon III (r. 717 – 741) apparait une nouvelle monnaie d’argent appelée miliaresion parce que lors de sa première apparition au IVe siècle elle valait 1000 nummi (une petite monnaie de cuivre de l’époque). Frappée pour célébrer le couronnement de son fils Constantin comme coempereur en 720 et modelée sur le dirham arabe, elle vaut 1/12e de nomisma et comble le vide entre le nomisma d’or et le follis de cuivre qui s’échangeait alors à 288 pour un nomisma.
Nicéphore II Phocas (r. 963-969) mène de nombreuses campagnes contre les Arabes. Pour financer celles-ci, il crée une nouvelle pièce appelée tetarteron. Quoiqu’étant échangée au pair avec le nomisma dans les transactions officielles, elle est 1/12e plus légère que celui-ci et sert probablement à payer les vétérans inactifs,.  Pour distinguer les deux pièces, on appelle le nomisma « nomisma histamenon » ou “nomisma standard”.  Le tetarteron sera utilisé jusqu’en 1092 alors qu’il sera remplacé par une pièce de cuivre du même nom ayant cours jusqu’au milieu du XIIIe siècle. 
Lorsqu’Alexis Ier prend le pouvoir en 1081, les finances de l’État sont en ruine et le nomisma dévalué, étant passé de dix-sept carats à deux carats entre 1071 et 1092. Pour y faire face, l’empereur profitera du couronnement de son fils Jean pour remplacer le nomisma par l’hyperpère, pièce d’or de vingt-et-un carats, valant à peu près sept-huitièmes de l’ancien nomisma avant sa dévaluation, la pièce la plus pure que l’on ait connue. De nouvelles pièces de monnaie voient également le jour : le trachy aspron (tricéphale) valant 1/3 d’hyperpère fait d’électrum (alliage or et argent) alors que le  staminum valant 1/48e d’hyperpère est fait de billon (alliage argent et cuivre).  Ce système se perpétuera sans modification majeure pendant deux siècles. Toutefois si la valeur de l’hyperpère se maintient pendant tout le XIIe siècle glissant légèrement d’Andronic Ier à Alexis III, le trachy tombera sous Manuel Ier et Isaac II au quart, puis  au sixième de l’hyperpère. Le staminum pour sa part passera de 1/48e d’hyperpère en 1136 à 1/120e en 1190 et à 1/184e en 1199.

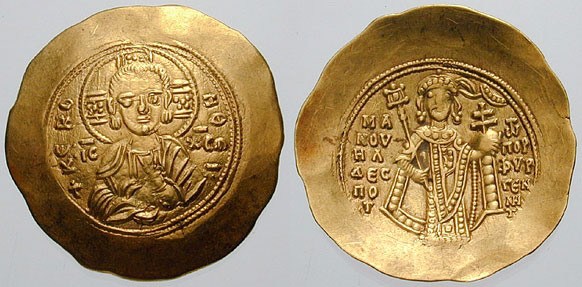
Hyperpère de Manuel Ier.

Pendant ce siècle d’or du commerce, l’hyperpère, appelé besant en Occident où sauf en Sicile et en Espagne on ne frappe plus de monnaie d’or, demeure une valeur de référence à travers toute la Méditerranée à l’instar du dinar arabe et est utilisé par les marchands des diverses républiques italiennes pour leurs transactions en mer Égée.
La période s’étendant de 1204 à 1453 est complexe sur le plan monétaire, la chute de Constantinople, la création d’États successeurs, la guerre civile qui suit la reprise de Constantinople, entrainant un appauvrissement continu qui se traduit par une dévaluation de la monnaie, en plus de la création de diverses monnaies « nationales » (Serbie, Bulgarie). Au milieu du XIVe siècle alors que l’or réapparait en Occident (Gênes en 1252, Venise en 1284), il disparait à Byzance en 1367 où l’hyperpère d’argent remplace l’hyperpère d’or. On peut distinguer trois périodes. Au cours de la première de 1204 à 1304, le tricéphale dévalué sous Manuel Ier et Andronic Ier deviendra une monnaie d’argent pur sous le règne de Théodore Ier Lascaris. Les monnaies de cuivre, staménon et tétartèron vaudront respectivement 1/288e et 1/576e d’hyperpère. Sous Andronic II, la teneur en or de l’hyperpère ne dépasse plus 5 carats. Du reste l’hyperpère se met à imiter les monnaies italiennes : l’hyperpère copie sous Jean V (r. l 1341 -1391) le florin, alors que celui de Manuel II (r. 1391 – 1425) imite le ducat vénitien. C’est du reste en ducats et florins que les comptes sont maintenant établis. De nouvelles dénominations apparaissent dont la valeur chute constamment. Pendant la période s’étendant de 1304 à 1367 apparait le basilikon, monnaie d’argent; une nouvelle monnaie de billon fait aussi son apparition, le tornese/politikon valant 1/96e d’hyperpère, pendant que le staménon et le tétartèron glisseront à 1/384e et 1/768e d’hyperpère. À partir de 1367 et jusqu’à la chute de l’empire, la monnaie de base sera le stavraton, lourde pièce d’argent dont la valeur était d’un demi hyperpère. Pendant ce temps, le tornese/politikon glissera à 1/192e d’hyperpère alors qu’apparait le folaro valant 1/576e d’hyperpère,.
Les croisades introduiront en Orient diverses monnaies étrangères comme les esterlins anglais ou les derniers tournois français, de même que le ducat d’argent vénitien (appelé « gros »), le carlin utilisé par les banquiers de toscans et le ducat d’or vénitien qui arrive dans le grand commerce égéen dans la seconde moitié du XIVe siècle. Leur introduction est facilitée par le manque de stabilité de la monnaie byzantine ou son manque de disponibilité, l’empire ne dominant plus les régions riches en métaux précieux ; progressivement l’hyperpère dévalué est abandonné par le grand commerce. À la même époque, les lettres de change font leur apparition tant entre l’Occident et l’Orient qu’au sein de l’empire où Jean Eugénikos par exemple, nomophylax de Thessalonique fait virer des fonds en 1425 de la capitale vers sa ville pour subvenir aux besoins de sa famille.